# Musique ivoirienne
 (mars 2021).
Si vous disposez d'ouvrages ou d'articles de référence ou si vous connaissez des sites web de qualité traitant du thème abordé ici, merci de compléter l'article en donnant les références utiles à sa vérifiabilité et en les liant à la section « Notes et références ».

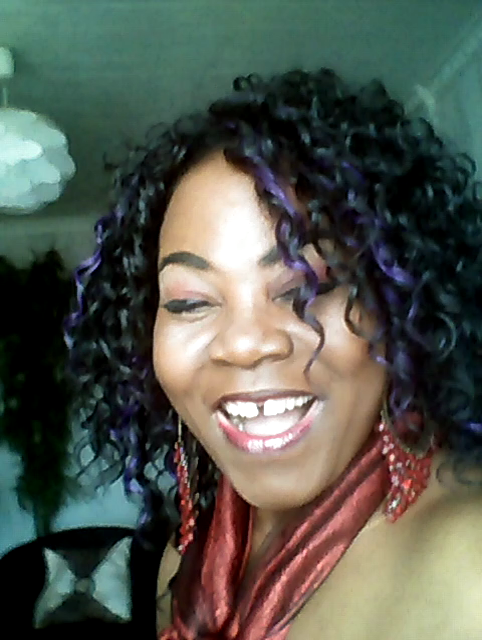
Ade Liz, une chanteuse ivoirienne de la région de Guiglo à l'ouest de la Côte d'Ivoire.

La musique ivoirienne comporte plusieurs courants. Les précurseurs, les moins traditionalistes et les courants modernes. Elle intègre également de nombreuses danses et folklores propres à chacun des groupes ethniques, voire tribus ethniques

## Musique rituelle
La Côte d'Ivoire compte à peu près 70 ethnies différentes avec chacune ses particularités de chants et danses. Les grands ensemble ethniques sont les Akan, les Gour, les Mandé du Nord, les Krou et les Mandé du Sud.
Comme dans le reste de l'Afrique, la musique était exclusivement acoustique avant la rencontre avec l’Europe et n'était jouée qu'à l'occasion d’événements sociaux rituels, comme les funérailles, les fêtes de génération, les célébrations de naissance ou de récoltes, etc. La musique comme simple «divertissement» n'est apparue que plus tard.

## Musique tradi-moderne
En ce qui concerne les Baoulés, les stars ont été Tonton Etienno, Thérèse Allah, Kouakou Pondô ou encore Michel Kouakou. Par la suite émergent notamment N'Guess Bon Sens, Sidonie la Tigresse, Norbert Kolouba, Confiance Loukou Kouadio, Maurisson, Amani Johnny, Bellanika, et Konan Ebongué.
- Bi Pomi Junior, tendance nationale et traditionnelle, chanteur Gouro ;
- Thérèse Allah, tendance nationale et traditionnelle ;
- Aïcha Koné tendance nationale et traditionnelle, chanteuse mandingue ivoirienne ;
- Koumba Kouyate, chanteuse mandingue traditionnelle Yagba avec percussion style ivoirien et Konia Guinée ;
- Assa Léonard, tendance nationale et tradi-moderne.

## Musique contemporaine

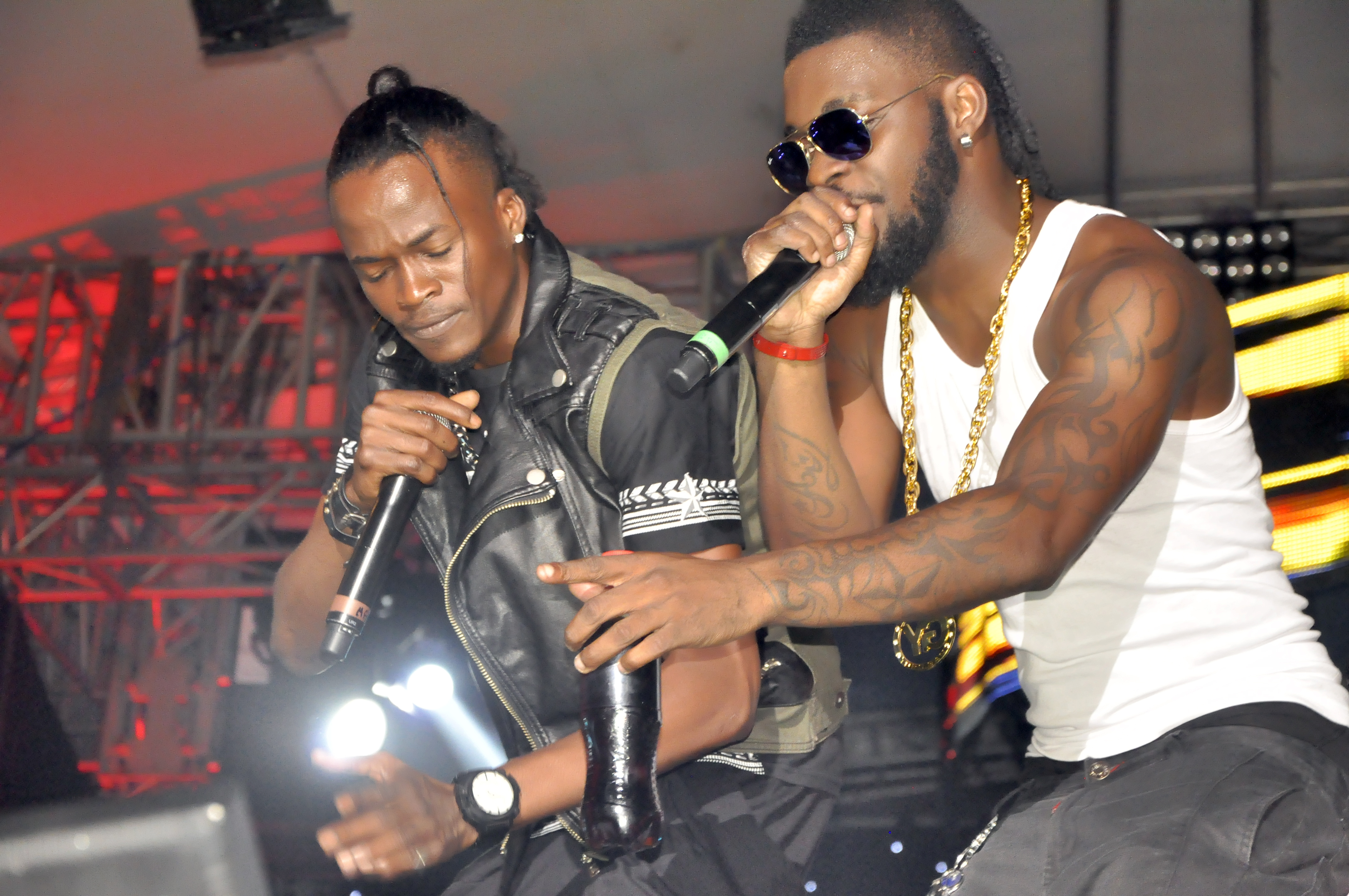
Dj Arafat et Debordo Leekunfa sur une même scène à Abidjan.

La musique contemporaine de Côte d'Ivoire gagne sa place de leader, devant les Nigérians qui eux s'inspirent souvent du coupé-décalé. Aujourd'hui[Quand ?] le coupé-décalé est l'un des genres les plus écoutés par la jeunesse ivoirienne. Douk Saga est le précurseur du mouvement coupé-décalé.
On trouve aussi le zouglou né dans les années 1990, ce genre musical réussit le pari de se faire connaître au-delà des frontières du pays. Le succès mondial de Magic System met en avant un zouglou festif mais les textes d'autres groupes sont eux contestataires, dans la droite ligne des débuts du mouvement.

## Groupes et artistes

### Précurseurs
Les précurseurs grandes figures les plus connues et complètes dans la musique ivoirienne et africaine sont entre autres :
- Marcelin Dadjèbi, chanteur ivoirien, originaire de Gloafla, région de la marahouè ;
- Amédée Pierre, roi du dopé (nom bété du rossignol), tendance internationale ;
- Anoma Brou Félix, tendance internationale et zaïroise de Côte d'Ivoire ;
- Aspro Bernard, tendance internationale et zaïroise de Côte d'Ivoire ;
- Bailly Spinto, tendance internationale ;
- Ernesto Djédjé, tendance internationale
- Espoir 2000, tendance nationale ;
- Tiken Jah Fakoly, reggae ;
- Alpha Blondy, reggae ;
- Affou Keita, artiste mandingue ;
- Guéi Jean, tendance nationale ;
- Mamadou Doumbiya, tendance internationale ;
- Matiangué Camara, artiste Mandingue ivoirienne ;
- Okoï Séka Athanase, tendance internationale et zaïroise de Côte d'Ivoire ;
- Seigneur Ekissi Pierre, tendance internationale et zaïroise de Côte d'Ivoire ;
- Victor Guéi, tendance nationale ;
- Autres : Tima Gbahi, Zakry Noël, Yabong, Wedji Ped, Jimmy Hyacinthe...

### Les moins traditionalistes
Les moins traditionalistes sont Anouman Brou Félix (1935-), Ernesto Djédjé (1947-1983), François Lougah (1942-1997), Mamadou Doumbia, Djekoumba Fofana et Stanislas Justin. 

### Courants contemporains

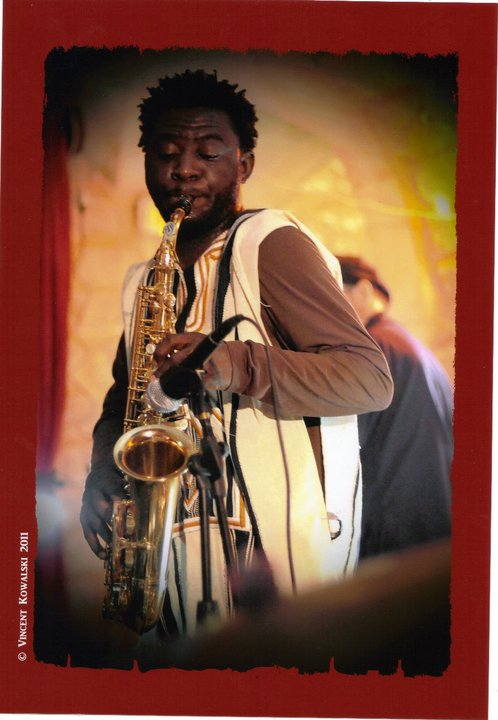
Le saxophoniste Isaac Kemo.Paris.

Une vague d’artistes et ses catégories musicales modernes peut être citée, il s'agit entre autres de :
- Reggae : Alpha Blondy, Béta Simon, Ismaël Isaac, Jimmy Kamson, Serge Kassi, Ken de Korogo, Tiken Jah Fakoli, Waby Spider, Soul Train Band, Gabty Singer.
- Ziglibithy : Blissi Tébil, Ernesto Djédjé, Jimmy Hyacinthe, Johnny Lafleur.
- Zouglou : Aboutou Roots (Youssoumba et non zouglou), Anti Palu, Archange Major, Atito Kpata et Cisco l'Impérial, Awa Maïga, Bagnon, Bobby Yodé, C ki'sa, Coco Hilaire, Dezy Champion, Didier Bilé, Espoir 2000, Fitini, Inspiration Divine, JC Pluriel, JC Hillaire, Koko Hillaire, KNC, Khunta et Sixton, Lato Crespino, Les Galliets, Les Garagistes, Yabongo Lova, Les Mercenaires, Les Parents du Campus, Les Patrons, Les Pivoines, Les Potes de la rue, Les 100 Façons, Lunic, Magic System, Major et Zabson, Malmo, Molière, Nouveaux dirigeants, Oxigène, Pat Sacko, Petit Denis, Petit Yodé et l'Enfant Siro, Progrès Musical, Revolution, Serges Biley, Soum Bill, SP Disque d'Or, Sur-Choc, Vieux Gazeur, Yodé & Siro, Zougloukata, etc.
- Coupé-décalé : Annick Choco, Bamba Amy Sarah, Bebi Phillip, DJ Arafat, DJ Lewis, Debordo, Flore la Chanceuse, JJK, Raoul Kevy, Le Magnific, Lino Versace, Mege la fifa, Safarel Obiang, Roland le Binguiste, Serge Beynaud, Valere Konty.
- Musique mandingue : Affou Kéïta, Aïcha Koné, Kandet Kanté, Kourouni Diabate, Mawa Traoré, Madjene Fitini, Mohamed Diaby, Djetenin Fih dit Djet Diamant noir, Matiangue Camara.
- DJ : DJ Arafat, DJ Ben, DJ Bishop, DJ Jeff Le Massa, DJ Lewis, DJ Maxiou, Douk Saga (décédé), DJ Maréchal.
- pour la variété : Affo Love, Alain de Marie, Bailly Spinto, Joelle-C (décédée), Jonny La Fleur (décédé), Linda de Lindsay, Meiway, Niki Saff K-Dance, Sotéka, Tiane, Adé-liz.
- Musique religieuse : Aliman, Constance Aman, Guy-Christ Israël, Nestor David, O'Nel Mala, Pasteur Adjé, Sana Koné, Schékina.
- Musique sentimentale : Daouda.
- Jazz : Paco Séry, Luc Sigui, Yakomin, Isaac Kemo sax alto.

### Chanteurs

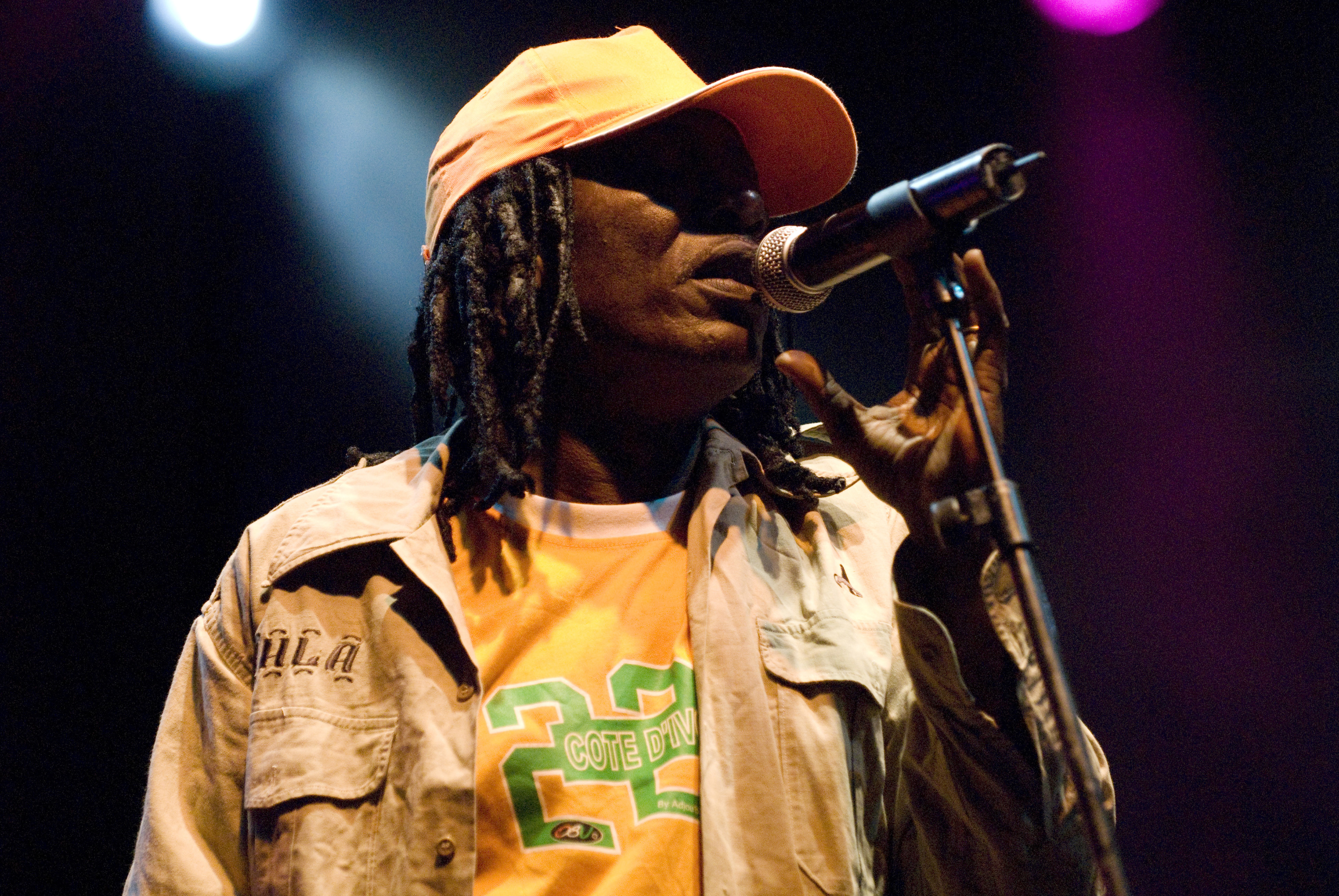
Alpha Blondy en 2007.

- Aïcha Koné, grande chanteuse ivoirienne ;
- Adé-Liz, chanteuse ;
- Affou Keïta, artiste chanteuse mandingue ivoirienne ;
- Akson Donald, chanteur ivoirien ;
- Alice Dekessa, chanteuse ;
- Alpha Blondy, chanteur de reggae ivoirien ;
- Bernadette Yiyôwê, mélomane, chanteuse ivoirienne ;
- Béta Simon, chanteur de reggae ivoirien ;
- Constance, chantre, pionnière en matière de musique chrétienne ;
- DJ Gaoussou, chanteur coupé-décalé ;
- DJ Lewis, chanteur concepteur ivoirien ;
- DJ Phéno, chanteur, créateur et concepteur ivoirien. C'est le créateur de la Kolgata (Colgata) ;
- Douk Saga, ancien artiste chanteur ivoirien créateur du coupé décalé, mort le 12 octobre 2006 des suites d'une longue maladie ;
- Arafat DJ (décédé), artiste chanteur reconnu pour avoir internationalisé le coupé décalé
- Ernesto Djédjé, ancien chanteur, danseur ivoirien. Le créateur du Ziglibithy qui restera à jamais gravé dans les mémoires ;
- Espoir 2000, groupe de chanteurs de zouglou ;
- Francky Dicaprio, chanteur et concepteur du fatigué-fatigué ;
- François Lougah (décédé), artiste musicien chanteur hors pair, voix d'or ;
- Fury-R, groupe de rappeurs ivoiriens ;
- Jean-Jacques Kouamé est un interprète, chanteur ivoirien ;
- Jimmy Hyacinthe, artiste chanteur, tendance nationale ;
- Molare, artiste musicien ivoirien, créateur de la jet set avec Douk Saga ;
- Luc Sigui et Yakomin représentent l'émergence de l'Afrosound et de l'afro-smooth-jazz ;
- Isaac Kemo, compositeur, saxophoniste devenu une figure de l'afro-jazz ivoirien ;
- DJ Maréchal, créateur du Seka-Seka ;
- Marcelline C., mélomane, chanteuse ivoirienne
- Maty Dollar, chanteuse boucantière ivoirienne ;
- Meiway, célèbre auteur-compositeur-interprète ;
- Petit Yodé, tendance nationale ;
- L'Enfant Siro, chanteur de zouglou ;
- Reine Pélagie, chanteuse ivoirienne. Elle chante le générique du téléfilm Ma famille ;
- Schékina, groupe ivoirien de gospel ;
- Serge Kassi, chanteur reggae ivoirien ;
- Soum Bill, tendance internationale ;
- Tiken Jah Fakoly, chanteur de reggae ivoirien.

## Danses
La diversité des peuples et ethnies de Côte d’Ivoire ont développé toute une variété de danses :
- les danses extrêmement viriles exigeant des danseurs des aptitudes physiques indéniables telles que le Zaglobi bété, le Zamblé et le Zahouri gouro… ;
- les danses acrobatiques telles celles des échassiers yacouba, la danse du couteau wobè, le Boloï sénoufo... ;
- les danses harmonieuses et rythmées comme le Zahouli gouro, le Kotou baoulé, le tèmaté yacouba, le lékiné guéré, les danses accompagnées par balafon, le bara chez les Dioulaba accompagné du djembé, le Kouroubi presque tout les peuples mandingues …
- la danse caractéristique de la région côtière qu’appuie une fanfare et qui a su adapter les instruments étrangers aux rythmes africains ;
- le ziguidi bété, une danse guerrière qui mine les gestes de la guerre et dansée à l’occasion de la mort d’un grand guerrier ou d’un grand chasseur ;
- le Maïeto bété exécuté à l’occasion du décès d’une femme en couches, tandis que les hommes sont chassés du village et sont tenus d’exécuter les travaux ménagers traditionnellement dévolus aux femmes ;
- l’adjanon baoulé, une danse exécutée lors des grandes calamités (épidémie, guerre…) en vue de conjurer le mauvais sort.

Certaines de ces danses sont dites sacrées et exécutées pendant les cérémonies rituelles. C’est le cas chez les Agni, les Bron, les Adioukrou, les Abidji…